# Галсанова, Галина Базаржаповна
Гали́на Базаржа́повна Галса́нова ― российская бурятская театральная артистка, Заслуженная артистка Республики Бурятия (2007), актриса Бурятского государственного академического театра драмы имени Х. Намсараева.

## Биография
Родилась 29 января 1980 года в улусе Южный Аргалей, Агинский район, Агинский Бурятский национальный округ, Читинская область.
В 2002 году окончила Восточно-Сибирскую государственную академию культуры и искусств. В том же году, получив диплом по специальности «Актриса драматического театра и кино», начала служить актрисой в Бурятском академическом театре драмы имени Хоца Намсараева.
В первой своей роли на сцене театра создала убедительный образ Хулан хатан в «Чингисхане» в пьесе Булата Гаврилова. Затем сыграла роль Галины в спектакле «С.С.С.Р.»  Геннадия Башкуева, эта постановка впоследствии получила Государственную премию Республики Бурятия.
Много Галсанова играла для детей и юношества: в спектакле «Чудеса на змеином болоте» — Змея подколодная, Пёс Фух в спектакле «Золотой ключик или новые приключения Буратино», мать Бэмби в «Бэмби», Фрекен Бок в «Малыш и Карлсон», «Али баба, 40 разбойников и один ученый попугай» и другие.
Критики и зрители отмечают такие работы Галины Галсановой как: главная роль Марьон в спектакле Раффи Шарта «Се ля ви», Обоодой в спектакле по пьесе Доржи Сультимова «Амиды зула», Галину в «Утиной охоте» Александра Вампилова, Дину в «Танцующем призраке» Геннадия Башкуева, Гэрэл в «Зурхэн шулуун» А. Лыгденова, Баярму в «Гэртээ байдаг болохомни» Николая Шабаева.

У Галины нет какого-то одного ярко выраженного амплуа, она может хорошо показать героинь и драматического, и лирического, и комедийного характера. Природные актёрские данные помогают её растущему таланту, хрупкая, женственная, пластичная, актриса занимает заметное место в труппе театра. Для неё нет маленьких ролей, и потому всё, что она делает на сцене, не проходит незамеченным. Галина сыграла почти во всех спектаклях театра, активно участвует в праздничных и юбилейных программах.— 
В 2010 году награждена Почётной грамотой Министерства культуры Республики Бурятия, в 2012 году ―― Почётной грамотой Народного Хурала Республики Бурятия. За вклад в развитие национального театрального искусства Галина Базаржаповна Галсанова была удостоена почётного звания «Заслуженная артистка Республики Бурятия» в 2018 году.

## Театральные работы
- Юлий Ким «Чудеса на змеином болоте» - Змея подколодная, Кикимора
- Саян и Эржэна Жамбаловы «Улейские девушки» - мать невесты, улейская девушка
- Геннадий Башкуев «Танцующий призрак» - Дина
- Максим Горький «Васса Железнова» - Васса
- Уильям Шекспир «Гамлет» - придворная дама
- Феликс Зальтен «Бэмби» - мать Бэмби
- Булат Гаврилов «Чингисхан» - наложница, Хулан Хатан
- Александр Вампилов «Утиная охота» - Галина
- Астрид Линдгрен «Малыш и Карлсон» - Фрекен Бок